# Me (álbum de Jisoo)
Me (estilizado en mayúsculas) es el álbum sencillo debut de la cantante surcoreana Jisoo, miembro del grupo Blackpink. Fue publicado el 31 de marzo de 2023 a través de YG Entertainment e Interscope Records y contiene dos canciones, incluyendo el sencillo principal titulado «꽃 (Flower)».

## Antecedentes
El 25 de enero de 2022, durante un evento de encuentro de Blackpink con sus fanes mediante videollamada, Jisoo confirmó que podrían esperar nueva música en solitario de ella ese año, quien ante la pregunta de un fan «¿Podríamos esperar tu álbum en solitario este año?», ella respondió «¡Por supuesto!».
En mayo de 2022, Jisoo señaló en una entrevista para la revista Rolling Stone ante la pregunta de su futuro debut en solitario, que «Todavía no estoy segura de cuánto quiero ir en solitario. La música que escucho, la música que puedo hacer y la música que quiero hacer, ¿cuál debo elegir?».
El 31 de diciembre de 2022, Jisoo, a través de la plataforma social surcoreana Weverse con la que los ídolos se comunican con sus fanáticos, le respondió a uno de sus seguidores respecto a su posible debut como solista que «Por favor, espere el álbum debut de Jisoo en 2023». Días más tarde, su compañía discográfica YG Entertainment confirmó la noticia indicando que «Jisoo actualmente está trabajando duro en la grabación de su álbum en solitario. Mientras realiza una gira mundial ocupada desde el año pasado, terminó la sesión de fotos de la portada del álbum y trabajó en la producción musical cada vez que tenía tiempo para cumplir la promesa a los fanáticos. Ella tendrá pronto buenas noticias».
El 21 de febrero de 2023, YG Entertainment informó de manera oficial a los medios surcoreanos, en medio de la gira mundial Born Pink World Tour de Blackpink, que «El vídeo musical de la canción en solitario de Jisoo se está filmando en un lugar en el extranjero en estricto secreto. Espérenlo ya que invertimos el mayor costo de producción entre los vídeos de Blackpink». El 5 de marzo, YG Entertainment confirmó, mediante un póster promocional con la frase «coming soon», el lanzamiento del primer trabajo musical de Jisoo para el día 31 de marzo de 2023. Tres días después, se informó a través de un nuevo póster que el álbum sencillo llevaría por nombre Me, estilizado en mayúsculas como ME. En el afiche, la cantante luce accesorios en color rojo intenso que contrastan frente a un fondo verde. El 13 de marzo fue publicado un segundo póster promocional, en el que aparece Jisoo vistiendo un atuendo en tonos blancos que contrasta con el fondo negro sobre un campo de flores rojas.
El 20 de marzo de 2023 se anunció, mediante un nuevo póster promocional, que el sencillo principal del álbum sencillo llevaría por título «꽃 (Flower)». El 27 de marzo se reveló la lista de canciones del álbum, confirmando que este contendría dos pistas, el sencillo previamente anunciado además de la canción «All Eyes On Me». El 31 de marzo fue publicado el álbum sencillo junto con el estreno del vídeo musical de su canción principal.

## Composición y letras
La edición estándar en CD del álbum tiene una duración aproximada de 11 minutos y consta de dos pistas y sus dos versiones instrumentales. Fue producido por Teddy Park junto a R.Tee, 24, VVN y Kush. Su sencillo principal, «꽃 (Flower)», presenta un arreglo mínimo al sonido único del bajo, donde una letra lírica y la línea melódica se mezclan armoniosamente con la voz única de Jisoo, con una atmósfera de ensueño que evoca una fuerte adicción. La canción del lado B, «All Eyes On Me», muestra la habilidad vocal de Jisoo. Es una canción que se destaca con un sonido de batería vivo agregado a una guitarra y un bajo reales, y una línea principal letal.

## Portada y embalaje
El álbum físico será lanzado en tres formatos distintos, CD, Kit  y LP. El CD está diseñado en dos conceptos diferentes, rojo y negro, donde Jisoo participó directamente en su creación gráfica para aumentar el valor de la colección. Este contiene un álbum de fotos de 88 páginas, una tarjeta de fotos selfie aleatoria, una polaroid aleatoria y hoja de letras, con una tarjeta postal y películas instantáneas de regalo para las preventas.
El álbum KiT, que permite a los oyentes escuchar música con sus teléfonos inteligentes sin un dispositivo, contiene un juego de tarjetas fotográficas, papel de letras y créditos y una tarjeta polaroid al azar. Su versión en vinilo es un LP de edición especial que incluye caja de embalaje y un vinilo púrpura.

## Lanzamiento y promoción

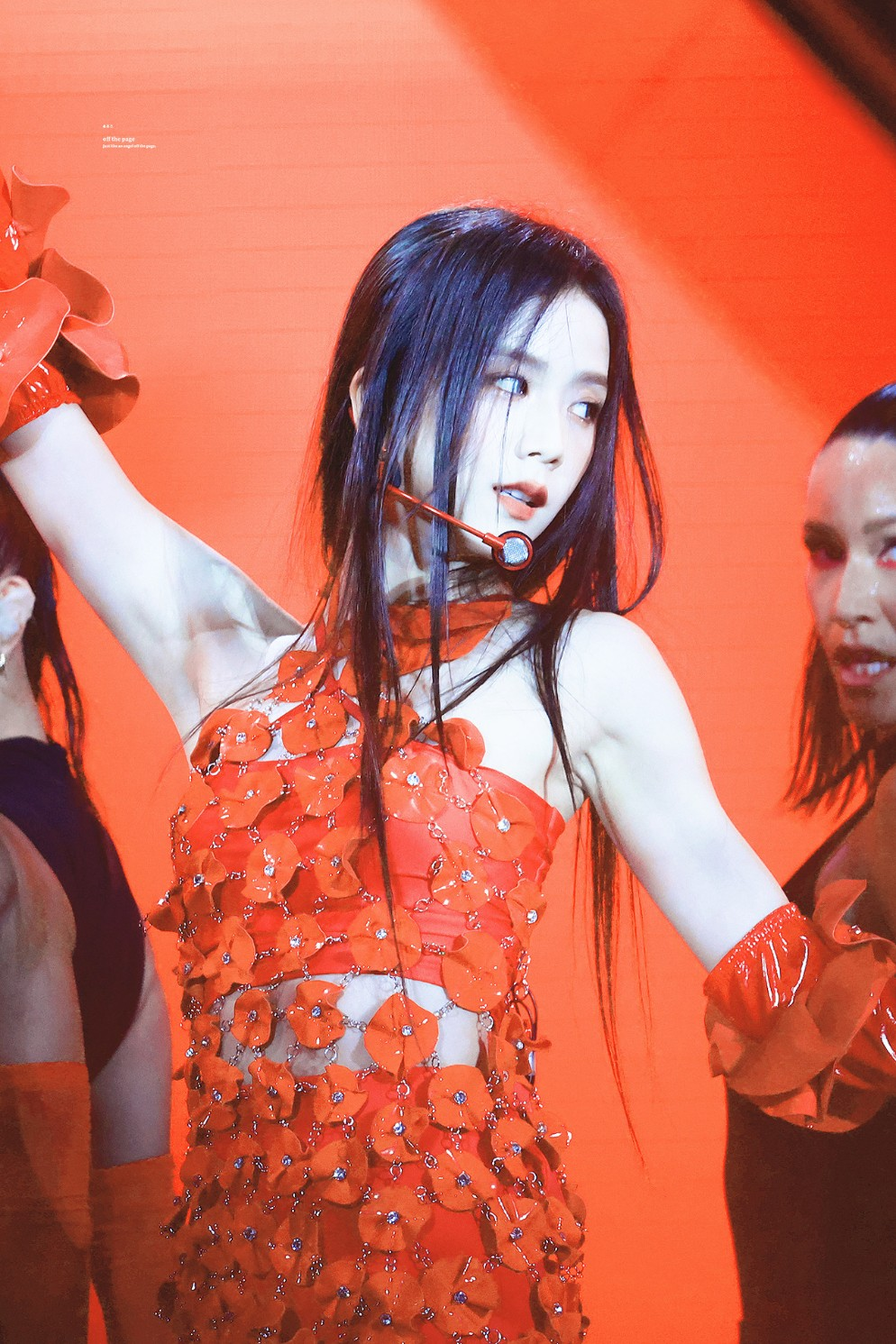
Kim Ji-soo en 2023 cantando Flower en la Coachella 2023

El 31 de marzo de 2023, Jisoo realizó una transmisión en vivo a través de la cuenta oficial de YouTube de Blackpink, una hora antes del lanzamiento de su álbum y vídeo musical de su sencillo principal, donde comentó la realización de su trabajo musical e interactuó con los fanes en directo. Ese mismo día, la cantante apareció en el programa exclusivo de YG Entertainment llamado «YG Family» en Melon Station del servicio de música en línea Melon, donde publicó contenido original relacionado con su álbum sencillo debut. Jisoo se presentó los días 9 y 16 de abril de 2023 en el programa musical Inkigayo del canal surcoreano SBS, donde interpretó su sencillo principal «꽃 (Flower)».

## Recepción

### Rendimiento comercial
YG Entertainment informó el 20 de marzo de 2024 que el álbum sencillo, que comenzó a reservarse el día 6 de marzo, había superado los 950,000 pedidos, con 510,000 copias vendidas en dos días desde su puesta en reserva y 840,000 copias en total en su primera semana, con pedidos de todo el mundo, incluidos América del Norte, Europa, China, Japón y el sudeste asiático, así como Corea del Sur. El 28 de marzo, YG Entertainment informó que el álbum sencillo había superado los 1,24 millones de pedidos anticipados, siendo este el mayor número de ventas para una artista solista femenina de K-Pop. Tras esto, la compañía de listas musicales en tiempo real Hanteo confirmó el 4 de abril la venta de 1,021,447 copias certificadas, haciéndola acreedora de la Placa de Certificación «Initial Chodong Sales Million Certificate».
Tras el primer día desde su lanzamiento, su sencillo principal «꽃 (Flower)» encabezó la lista mundial de canciones de iTunes en un total de 57 países.
El 7 de abril, su sencillo alcanzó la posición número 38 de la lista Top 40 de UK Singles Chart del Reino Unido, convirtiéndose en la primera artista de K-Pop en lograr tan alta ubicación.

### Comentarios de la crítica
Rhian Daly para la revista británica NME señaló en su crítica del álbum sencillo que «Desde las primeras líneas, Jisoo de Blackpink deja en claro su posición en su debut en solitario 'Flower'... Es impredecible en el mejor de los sentidos, logrando mezclar elegancia con inventiva y elementos de producción moderna con sonoridades más tradicionales; un viaje suave y emocionante a través de una de las mejores canciones de K-Pop del año hasta ahora». Respecto a su lado B señaló que «Aunque no tan poética como su contraparte en este disco, las palabras de 'All Eyes On Me' aún tienen una cualidad seductora a veces, particularmente cuando Jisoo las usa para arrojar el guante, a pesar que la pista se siente como una oportunidad tan perdida de traer algo nuevo a este campo al seguir a una canción que se siente mucho más fresca».
Tim Chan para la revista Rolling Stone indicó que «'Flower' consolida a la cantante como una estrella solista certificada. Una pista sofisticada con una melodía staccato con tintes latinos y una percusión de inspiración caribeña, 'Flower' se siente instantáneamente familiar, pero diferente a cualquier otra cosa en la radio al mismo tiempo. Fiel al nombre de la canción, la voz de Jisoo está en plena floración, con voces entrecortadas que florecen en un hermoso falsete cuando toca un coro arrollador... Hay una confianza en su voz que no siempre es tan evidente cuando se mezcla con otros tres cantantes. Pero en esta pista en solitario, está claro que Jisoo tiene el control».
Jeff Benjamín para Billboard señaló en su columna que «Al igual que algunos de sus mejores momentos vocales en los discos de Blackpink, 'Flower' ve a Jisoo soltándose con gorjeos emocionales y carreras apasionadas antes de que la pista cambie de marcha con una secuencia vocal aguda que probablemente se convertirá en uno de los gusanos auditivos más notables de 2023. La segunda canción, 'All Eyes on Me', apunta al amor de Jisoo por los sólidos discos dance pop que los fanáticos vieron de primera mano a través de su versión de 'Clarity' de Zedd y Foxes durante su gira mundial Blackpink World Tour (In Your Area). Jisoo ordena a los oyentes 'Hazme sentir viva' antes de exigir 'Todos los ojos en mí', en medio de un ritmo de baile de synth pop».

## Lista de canciones
| Descarga digital / Streaming |                  |                         |                       |           |          |  |
| N.º                          | Título           | Letras                  | Música                | Arreglos  | Duración |  |
| 1.                           | «꽃 (Flower)»    | Vince, KUSH, VVN, Teddy | 24, VVN, KUSH         | 24        | 2:55     |  |
| 2.                           | «All Eyes On Me» | Teddy, Vince            | Teddy, R.Tee, 24, VVN | 24, R.Tee | 2:44     |  |
| 5:39                         |                  |                         |                       |           |          |  |

| Bonus track (solo CD) |                                 |        |                       |           |          |  |
| N.º                   | Título                          | Letras | Música                | Arreglos  | Duración |  |
| 3.                    | «꽃 (Flower)» (instrumental)    |        | 24, VVN, KUSH         | 24        | 2:53     |  |
| 4.                    | «All Eyes On Me» (instrumental) |        | Teddy, R.Tee, 24, VVN | 24, R.Tee | 2:43     |  |
| 11:12                 |                                 |        |                       |           |          |  |

## Reconocimientos

### Premios y nominaciones
| Año  | Evento                 | Premio                                | Resultado | Ref.   |
| ---- | ---------------------- | ------------------------------------- | --------- | ------ |
| 2023 | Asian Pop Music Awards | Mejor artista femenina - Extranjero   | Ganador   | [ 27 ] |
| 2023 | Asian Pop Music Awards | People's Choice Award - Extranjero    | Ganador   | [ 27 ] |
| 2023 | China Year End Awards  | Sencillo más vendido                  | Ganador   |        |
| 2023 | China Year End Awards  | Sencillo internacional más vendido    | Ganador   |        |
| 2023 | China Year End Awards  | Sencillo K-Pop más vendido            | Ganador   |        |
| 2023 | China Year End Awards  | Sencillo solista de K-Pop más vendido | Ganador   |        |

### Listados
| Publicación   | Lista                                           | Ranking  | Ref.   |
| ------------- | ----------------------------------------------- | -------- | ------ |
| Billboard     | Música nueva favorita de la semana              | 1.º      | [ 28 ] |
| Rolling Stone | Best Music of 2023: Staff Picks (Kristine Kwak) | Incluida | [ 29 ] |

## Posicionamiento en listas
| Lista (2023)                       | Mejor posición |
| ---------------------------------- | -------------- |
| Corea del Sur (Circle Album Chart) | 1              |

| Lista (2023)                       | Mejor posición |
| ---------------------------------- | -------------- |
| Corea del Sur (Circle Album Chart) | 6              |

| Lista (2023)                       | Mejor posición |
| ---------------------------------- | -------------- |
| Corea del Sur (Circle Album Chart) | 7              |

| Lista (2023)                       | Mejor posición |
| ---------------------------------- | -------------- |
| Corea del Sur (Circle Album Chart) | 3              |

| Lista (2022)                       | Mejor posición |
| ---------------------------------- | -------------- |
| Corea del Sur (Circle Album Chart) | 15             |

| Lista (2023)                       | Mejor posición |
| ---------------------------------- | -------------- |
| Corea del Sur (Circle Album Chart) | 16             |

## Ventas y certificaciones
| País                                                | Organismo certificador | Certificación | Ventas certificadas | Ref.   |
| Ventas                                              | Ventas                 | Ventas        | Ventas              | Ventas |
| --------------------------------------------------- | ---------------------- | ------------- | ------------------- | ------ |
| Corea del Sur                                       | KMCA                   | -             | 1 034 074*          | [ 32 ] |
| * Cifras de ventas basadas solo en certificaciones. |                        |               |                     |        |

## Historial de lanzamiento
| País          | Fecha               | Formato                       | Sello                                | Ref.   |
| ------------- | ------------------- | ----------------------------- | ------------------------------------ | ------ |
| Varios        | 31 de marzo de 2023 | CD descarga digital streaming | YG Entertainment, Interscope Records | [ 33 ] |
| Varios        | 31 de marzo de 2023 | Álbum KIT                     | YG Entertainment                     | [ 34 ] |
| Corea del Sur | 1 de agosto de 2023 | LP                            | YG Entertainment                     | [ 35 ] |